# آتای جوماشف
آتای جوماشف (قرقیزی: Атай Жумашев؛ زادهٔ ۱۵ سپتامبر ۱۹۹۸) بازیکن فوتبال اهل قرقیزستان است.
از باشگاه‌هایی که در آن بازی کرده‌است می‌توان به باشگاه فوتبال عبدیش-آتا قند اشاره کرد.
وی همچنین در تیم‌های ملی فوتبال زیر ۲۳ سال قرقیزستان و قرقیزستان بازی کرده‌است.